# Lo Bergner

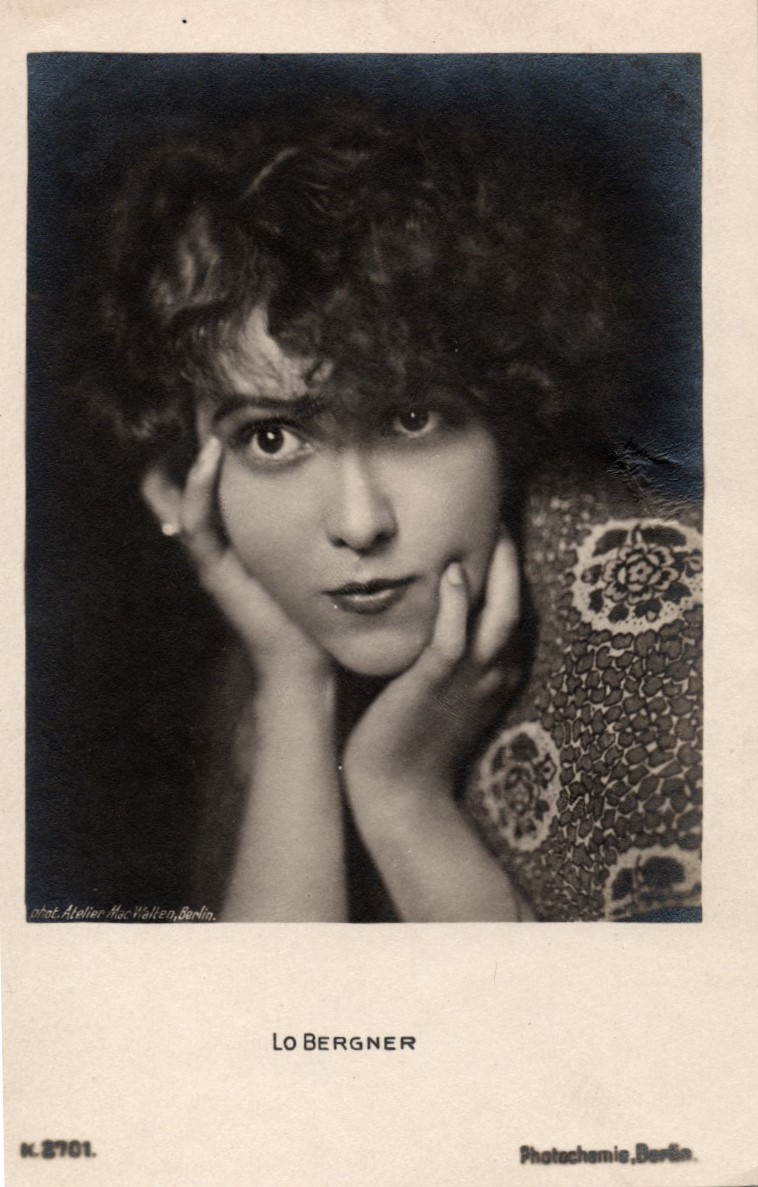
Lo Bergner auf der Porträt-Postkarte K. 2701 des Verlags Photochemie, fotografiert von Mac Walten, Berlin

Charlotte „Lo“ Bergner (auch Lo Gottschall-Bergner; * 6. November 1895 in Frankfurt am Main; † 24. Mai 1971 in Leipzig) war eine deutsche Schriftstellerin, Drehbuchautorin und Schauspielerin der Stummfilmzeit.

## Leben und Wirken
Die Tochter des Ingenieurs Hugo Bergner und seiner Frau Emma, geb. Cracknell, wuchs in Frankfurt am Main auf. Sie besuchte die Höhere Töchterschule in Hamburg und Altona und bildete sich im Tanz und Zeichnen weiter. Ihren Lebensunterhalt verdiente sie sich zunächst mit Modezeichnungen und Entwürfen für das Kunstgewerbe. Im Jahr 1918 entstand ihr erster Roman Die B-Seite. Sie begann, Filmmanuskripte zu schreiben, die unter anderem von der Treumann-Larsen-Film (Das Opfer der Yella Rogesius, 1917), der Lotte-Neumann-Film (Das Hexlein von Groß-Tornau, 1918) und der Astra-Film (Der Fluch der alten Mühle, 1918) gekauft wurden. Als Schauspielerin wurde Lo Bergner von Friedrich Zelnik entdeckt, an dessen Seite sie 1918 in Alfred Halms Film Maximum zu sehen war.
Neben ihrer Arbeit als Schauspielerin war Bergner vor allem als Autorin und Journalistin tätig. Sie arbeitete für zahlreiche Zeitungen, darunter die Zeit, den Berliner Tag und das Hamburger Fremdenblatt. Sie schrieb zudem Theaterstücke, darunter Wie Peterchen die Wunderblume fand, Christels Osterreise und Eine Seele in Not.
Im Jahr 1919 heiratete sie an ihrem 24. Geburtstag in Berlin-Wilmersdorf den Kaufmann Herbert Gottschall. Die Ehe, aus der zwei Söhne hervorgegangen waren, wurde 1944 geschieden. Während des Zweiten Weltkriegs wurde Lo Bergners Berliner Wohnung bei einem Luftangriff zerstört, woraufhin sie mit ihrer Mutter zunächst ins thüringische Nordhausen und 1944 dann nach Neustadt an der Orla übersiedelte. Nach dem Tod ihrer Mutter zog sie 1949 nach Magdeburg und 1953 schließlich nach Leipzig. Über ihr späteres Leben ist derzeit nichts bekannt. Sie starb 1971.

## Filmografie (Auswahl)
Darstellerin
- 1918: Maximum
- 1918: Der Erbe von Skialdingsholm
- 1919: Dämmernde Nächte
- 1919: Der Terministenklub
- 1919: Der Mädchenhirt
- 1919: Unrecht Gut
- 1919: Lo’s erster Maskenball
- 1919: Das doppelte Stelldichein
- 1919: Die feindlichen Nachbarn
- 1920: Katharina die Große
- 1920: Verkommen
- 1920: Frauenbriefe
- 1920: Gescheitert
- 1922: Die Zigarettengräfin

Drehbuchautorin
- 1917: Das Opfer der Yella Rogesius
- 1918: Das Hexlein von Groß Tornau
- 1918: Der Fluch der alten Mühle
- 1918: Der Erbe von Skialdingsholm
- 1919: Unrecht Gut
- 1920: Die Hand des Würgers (auch Regie)
- 1920: Gescheitert